# باربي (آراغاتسوتن)
مدينة باربي (بالإنجليزية: Parpi)‏ هي إحدى المدن التابعة لمقاطعة آراغاتسوتن في أرمينيا. يقدر عدد سكانها بـ 2465 نسمة حسب الإحصاء الذي جرى عام 2011.

## معرض صور

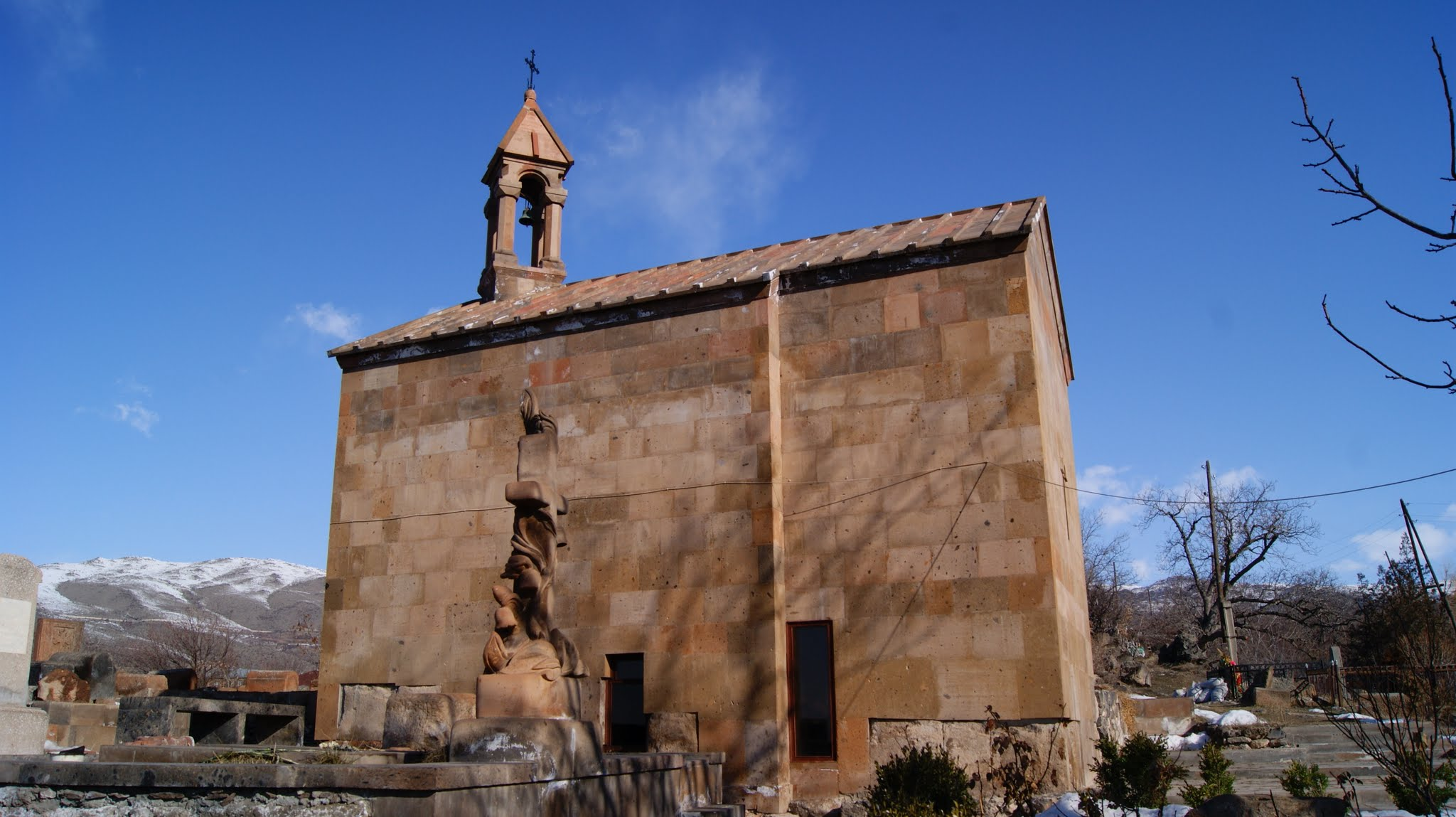
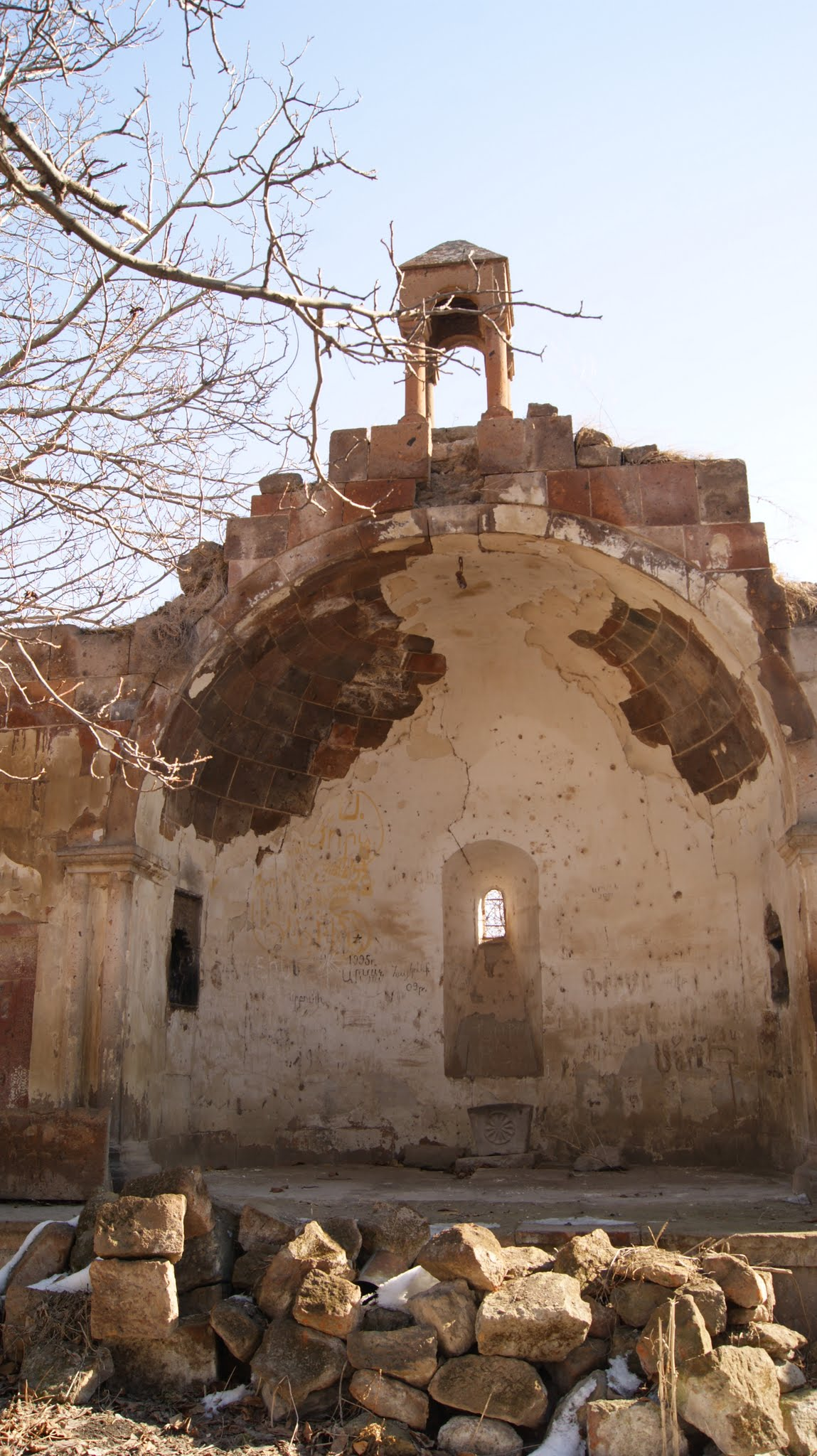
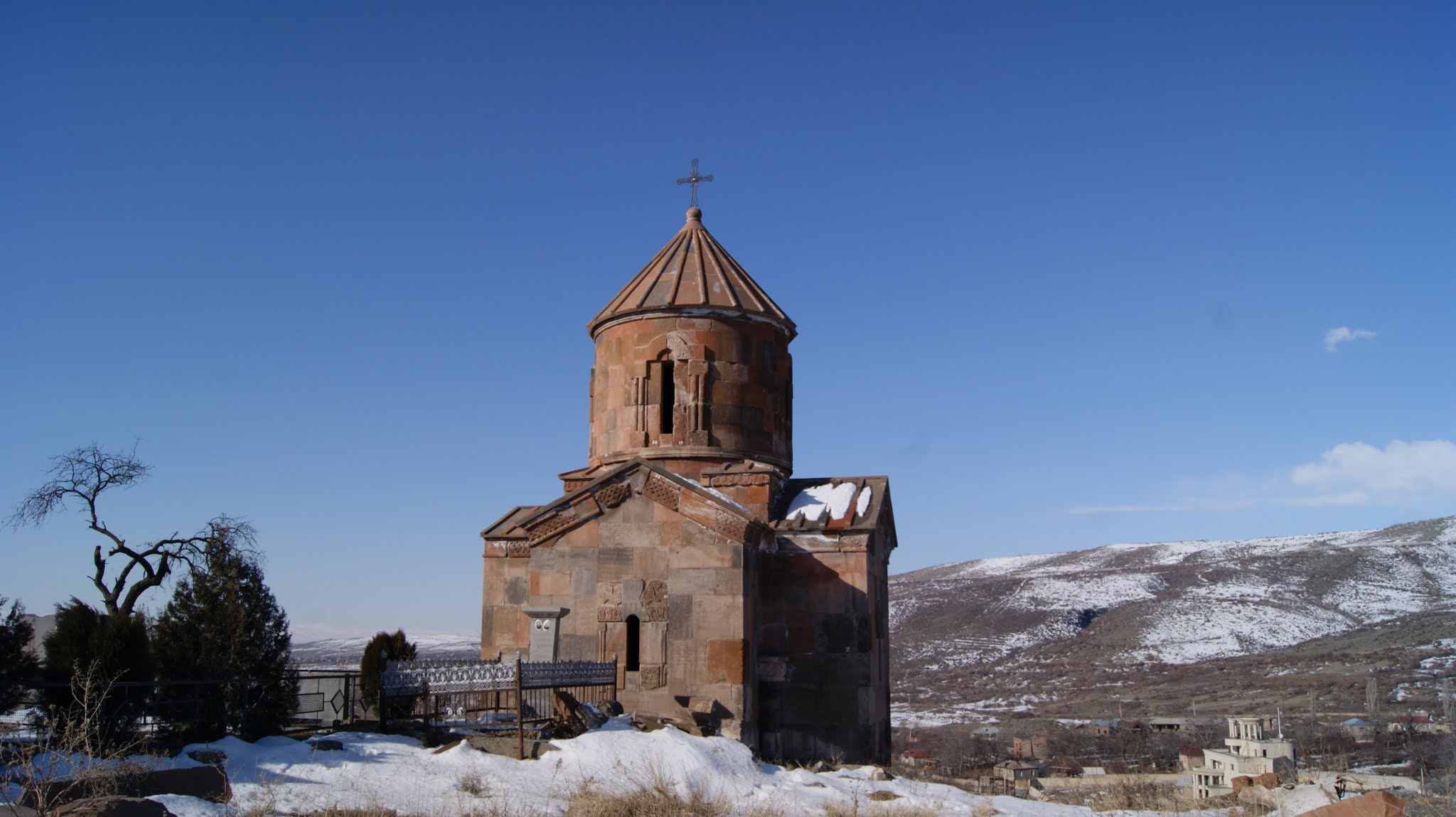
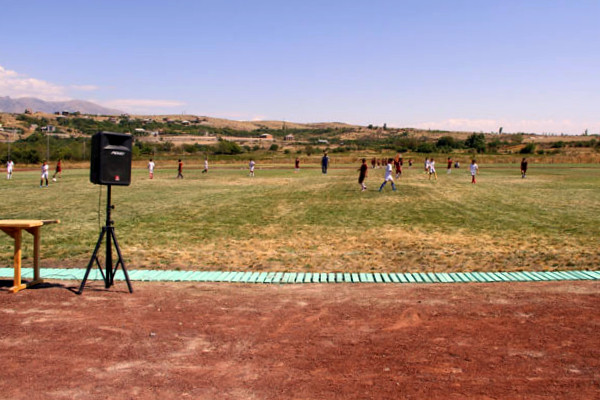
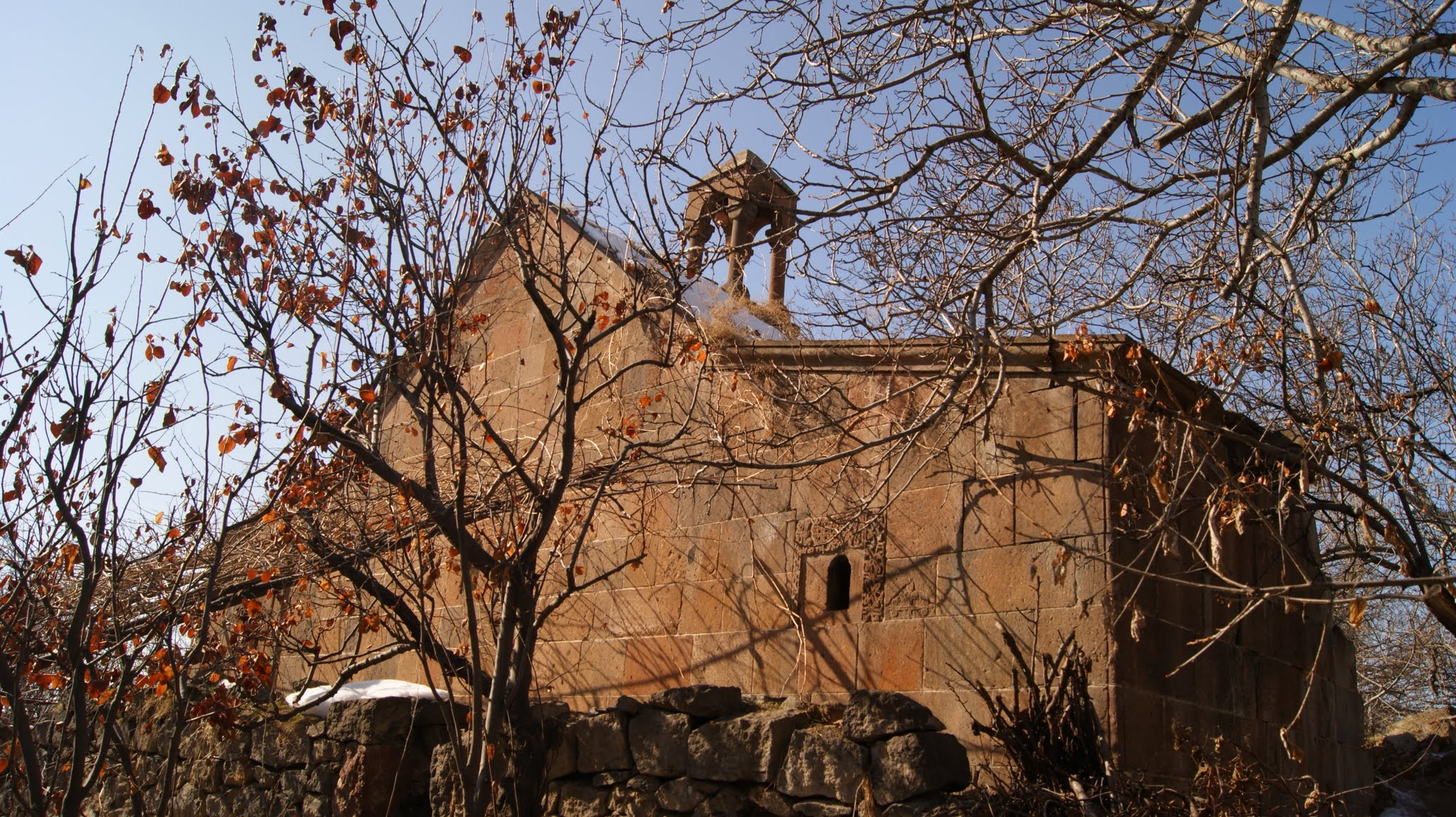